# Загуље
Загуље (код локалног становништва назив села је Загуљ) је насеље у општини Зубин Поток на Косову и Метохији. Атар насеља се налази на територији катастарске општине Црепуља. Историјски и географски припада Ибарском Колашину. Насеље је на источним обронцима Мокре Горе. Загуље се налази на висоравни коју пресеца поток. Насеље је на горњим долинским странама у подножју висова Тијанића (953 м) и Гусињског брда (1.174 м). Засеоци у селу носе називе према породицама које у њима живе и зову се: Тијанићи, Ђусићи и Дурутовићи. Заселак Тијанићи је сада без становника. Назив Гусињско брдо подсећа да је вероватно неки род у селу дошао из Гусиња у Црној Гори. За време Првог светског рата било је покушаја насељавања Албанаца из Метохије у ово село, али су они услед протеста локалног становништва били неуспешни. После ослобађања од турске власти место је у саставу Звечанског округа, у срезу митровичком, у општини црепуљској и 1912. године има 98 становника (заједно са засеоком Мелаје).

## Демографија
Насеље има српску етничку већину.
Број становника на пописима:
- попис становништва 1948. године: 105
- попис становништва 1953. године: 118
- попис становништва 1961. године: 125
- попис становништва 1971. године: 90
- попис становништва 1981. године: 54
- попис становништва 1991. године: 42